# Anomala rotundiceps
Anomala rotundiceps är en skalbaggsart som beskrevs av Sharp 1881. Anomala rotundiceps ingår i släktet Anomala och familjen Rutelidae. Inga underarter finns listade i Catalogue of Life.